# Заречье (Брагинский район)
Заречье (бел. Зарэчча) — деревня в Малейковском сельсовете Брагинского района Гомельской области Белоруссии.

## География

### Расположение
В 7 км на восток от Брагина, 38 км от железнодорожной станции Хойники (на ветке Василевичи — Хойники от линии Калинковичи — Гомель), 149 км от Гомеля.

### Водная система
На западе мелиоративные каналы.

## Транспортная система
Транспортные связи по просёлочной, затем автомобильных дорогах, которые отходят от Брагина. Планировка состоит из 2 коротких, параллельных между собой улиц, ориентированных с юго-запада на северо-восток и застроенных деревянными домами усадебного типа.

## История
По письменным источникам известна с XVIII века. В 1811 году упомянута как деревня в Речицком уезде Минской губернии, владение Ракицких. В 1897 году в Брагинской волости. В 1931 году организован колхоз «Флаг Ленина», работали ветряная мельница (с 1912 года) и кузница. Во время Великой Отечественной войны на фронтах и в партизанской борьбе погибли 142 местных жителя, в память о погибших в 1967 году возведён обелиск. В 1959 году центр колхоза «Флаг Ленина». Располагались средняя школа, Дом культуры, библиотека, отделение связи, магазин.

## Население

### Численность
- 2004 год — 72 хозяйства, 209 жителей.

### Динамика
- 1850 год — 9 дворов.
- 1897 год — 23 двора, 182 жителя (согласно переписи).
- 1908 год — 36 дворов, 202 жителя.
- 1930 год — 218 жителей.
- 1959 год — 540 жителей (согласно переписи).
- 2004 год — 72 хозяйства, 209 жителей.